# Helonoma
Helonoma es un género de orquídeas. Tiene tres especies. Es originario de América del Sur tropical.

## Especies deHelonoma
A continuación se brinda un listado de las especies del género Helonoma aceptadas hasta mayo de 2011, ordenadas alfabéticamente. Para cada una se indica el nombre binomial seguido del autor, abreviado según las convenciones y usos y la publicación válida.
1. Helonoma americana (C.Schweinf. & Garay) Garay, Bot. Mus. Leafl. 28: 328 (1980 publ. 1982).
2. Helonoma bifida (Ridl.) Garay, Bot. Mus. Leafl. 28: 328 (1980 publ. 1982).
3. Helonoma chiropterae (Szlach.) Carnevali & G.A.Romero, Orchids Venezuela, ed. 2: 1136 (2000).